# Supermarine S.5
Die Supermarine S.5 war ein britisches Wasserflugzeug, das zur Teilnahme an der Schneider-Trophy 1927 – einem Rennen für Wasserflugzeuge über die Distanz von 350 Kilometern – entwickelt wurde.

## Geschichte
Nach dem schlechten Abschneiden des britischen Teams bei der Schneider-Trophy 1925 in Baltimore, stellte das britische Luftfahrtministerium (Air Ministry) Mittel für den Wettbewerb 1927 bereit – 1926 nahm Großbritannien nicht am Wettbewerb teil. Die RAF gründete die Abteilung High Speed Flight in Felixstowe, um die britischen Aktivitäten zu koordinieren und mit Personal zu unterstützen.
Bei Supermarine wurden 3 Flugzeuge bestellt, die vom Konstrukteur Reginald Joseph Mitchell mit der Typbezeichnung S.5 unter Geheimhaltung entworfen und gebaut wurden. Die Kennzeichen waren N219, N220 und N221.

### Schneider-Trophy 1927
Zum Rennen 1927, das in Venedig am Lido stattfand, meldeten Großbritannien mehrere Flugzeuge an, darunter zwei S.5 mit den Kennzeichen N219 und N220.
Der Wettbewerb selbst fand am 26. September 1927 statt. Flight Lieutenant Sidney Norman Webster erreichte mit seiner N220 mit 453,282 km/h den ersten Platz. Diese Maschine war mit einem untersetzten Napier-Lion-V-IIB-Motor mit 875 PS ausgestattet. Die zweite Maschine war mit dem gleichen – jedoch nicht untersetzten – Motor ausgestattet, der 900 PS leistete. Mit dieser N219 errang Flight Lieutenant Oswald F. Worsley mit 439,45 km/h den zweiten Platz. Alle anderen Teilnehmer gaben während des Rennens auf.

### Rekordversuche
Bereits am 4. November 1927 erreichte der Italiener Mario de Bernardi mit der zuvor bei der Schneider-Trophy ausgeschiedenen Macchi M.52 einen neuen Geschwindigkeitsweltrekord mit 479,29 km/h.
Ende Januar 1928 gab das britische Luftfahrtministerium bekannt, Anfang März 1928 den Rekord angreifen zu wollen. Der dafür ausgewählte südafrikanische RAF-Pilot Flight Lieutenant Samuel Kinkead verunglückte dabei mit der N221 am 12. März 1928 vor Calshot tödlich. Sein Flugzeug stürzte in steilem Winkel ins Meer; eine eindeutige Unfallursache konnte nie ermittelt werden.
Am 30. März 1928 erhöhte Mario de Bernardi seinen Weltrekord mit einer optimierten Macchi M.52, der Macchi M.52R, auf 512,78 km/h.
Am 4. November 1928 versuchte Flight Lieutenant David D’Arcy Greig mit der N220 einen neuen Geschwindigkeitsweltrekord bei Calshot aufzustellen und war mit 514,296 km/h auch knapp schneller als Mario de Bernardi – aber die notwendige Verbesserung um 8 km/h zur Anerkennung eines neuen Rekords durch die FAI konnte nicht erreicht werden. Somit blieb nur ein neuer britischer Rekord, bis der Weltrekord am 10. September 1929 mit einer Gloster VI und einer durch die FAI anerkannten Geschwindigkeit von 541,10 km/h wieder nach Großbritannien geholt werden konnte.

### Schneider-Trophy 1929
Für die seit 1927 zweijährig ausgetragene Schneider-Trophy 1929 vor Calshot verwendete die Abteilung High Speed Flight der RAF die N219 und N220 als Trainingsflugzeuge. Für die Wertungsflüge am 7. September 1927 setzte David D’Arcy Greig die N219 ein und konnte hinter einer neuen Supermarine S.6 und der Macchi M.52R von 1928 den dritten Platz verteidigen.
Eine weitere S.6 umrundete einen Wende-Pylon nicht korrekt und wurde disqualifiziert; zwei ebenfalls für die Schneider-Trophy 1929 neu gebauten Macchi M.67 schieden jeweils in der zweiten Runde mit technischen Problemen aus.

## Konstruktion

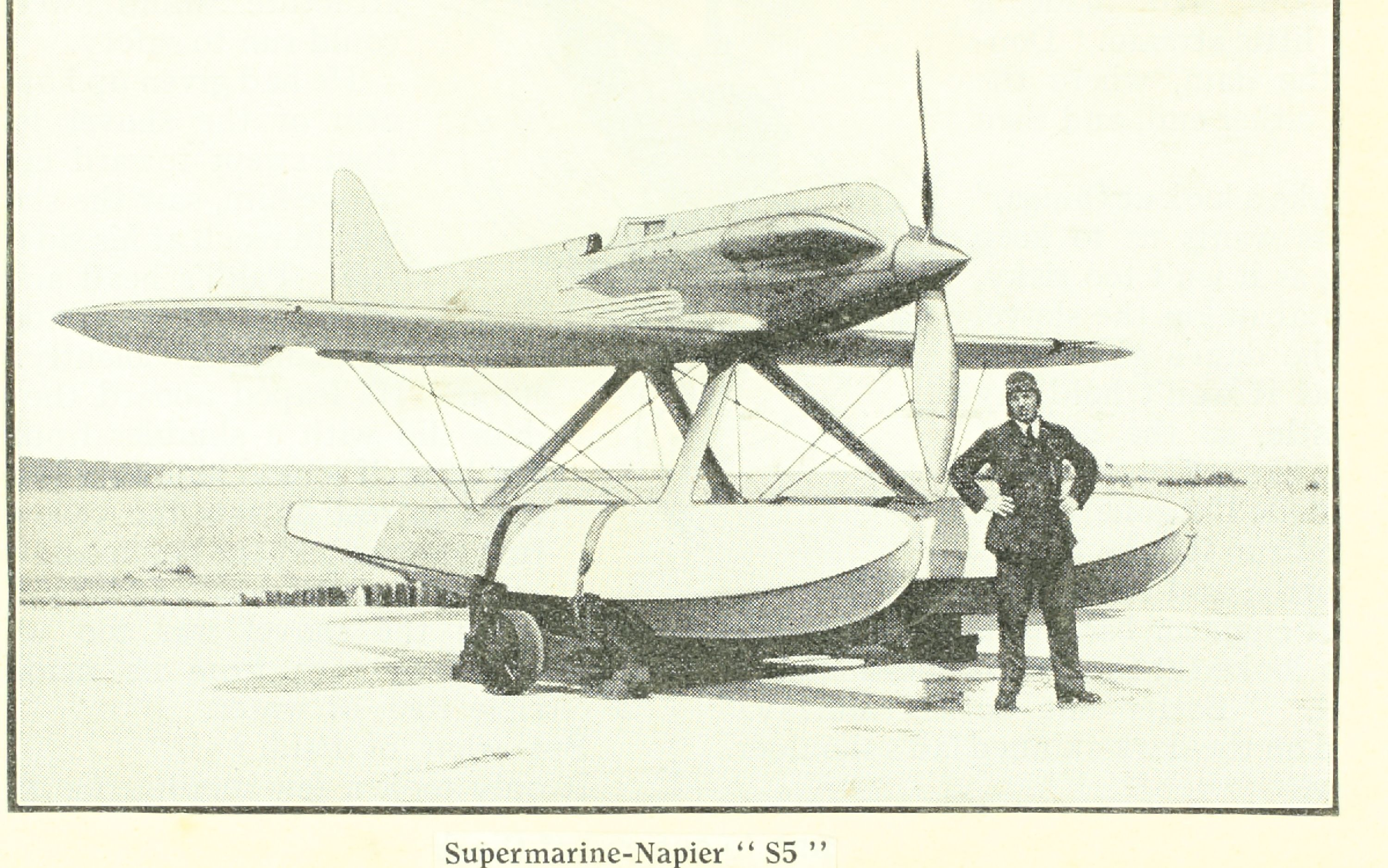
S.5

Bei der Supermarine S.5 handelte es sich um einen Einsitzer mit zwei Schwimmern, der ausschließlich für den Einsatz über kurze Strecken bei maximaler Geschwindigkeit ausgelegt war.
Der junge Konstrukteur R. J. Mitchell schuf mit der S.5 für Supermarine einen richtungsweisenden Entwurf, der den Flugzeugbau bis in den Zweiten Weltkrieg hinein beeinflusste. Der Antrieb durch den Napier Lion stand von vornherein fest, weil es keine realistischen Alternativen zu dieser Motorenbaureihe in Großbritannien gab. Damit war für einen minimalen Luftwiderstand der Rumpfquerschnitt mit den drei charakteristischen Cowlings über den Zylinderbänken vorgegeben.

### Rumpf
Das einsitzige Monocoque des Rumpfes bestand hauptsächlich aus Duraluminium und umfasste auch die Leitwerksflossen. Der Querschnitt des Rumpfes ab dem Motorträger war im Wesentlichen von den Körpermaßen der Piloten bestimmt – der Flugzeugführer saß auf dem Boden, die Schultern bestimmten die Breite und die Höhe der Konstruktion.

### Flügel
Die Flügelhälften mit jeweils zwei Holmen bestanden ebenso wie die Ruder aus Sperrholz. Aus Zeitmangel war es nicht möglich, auch die Flügel in Metallbauweise zu konstruieren.

### Schwimmer
Die Schwimmer waren wie der Rumpf ebenfalls aus Duraluminium gefertigt. Im rechten Schwimmer war der Kraftstofftank aus Stahl tragend integriert, der eine Flugdauer von etwas über einer Stunde ermöglichte. Damit lag der Schwerpunkt niedrig und auf der rechten Seite – günstig für den teilweisen Ausgleich des Propellermoments vor allem beim Start.

### Antrieb
Auch der Motor wurde mit großem Aufwand auf eine niedrige Stirnfläche hin entwickelt. So wurden die zwei Zündmagnete mit komplizierten Zwischengetrieben nach vorne neben die Propellerwelle verlegt, die Pleuel wurden verkürzt, um das Motorgehäuse kompakter gestalten zu können – auch auf Kosten der Lebensdauer der Kolben. Um den Raum zwischen den Zylinderbänken frei zu stellen und engere Cowlings zu ermöglichen, entwickelte man kurze Zündkerzen und niedrige Zündkabelschuhe.

#### NapierLion

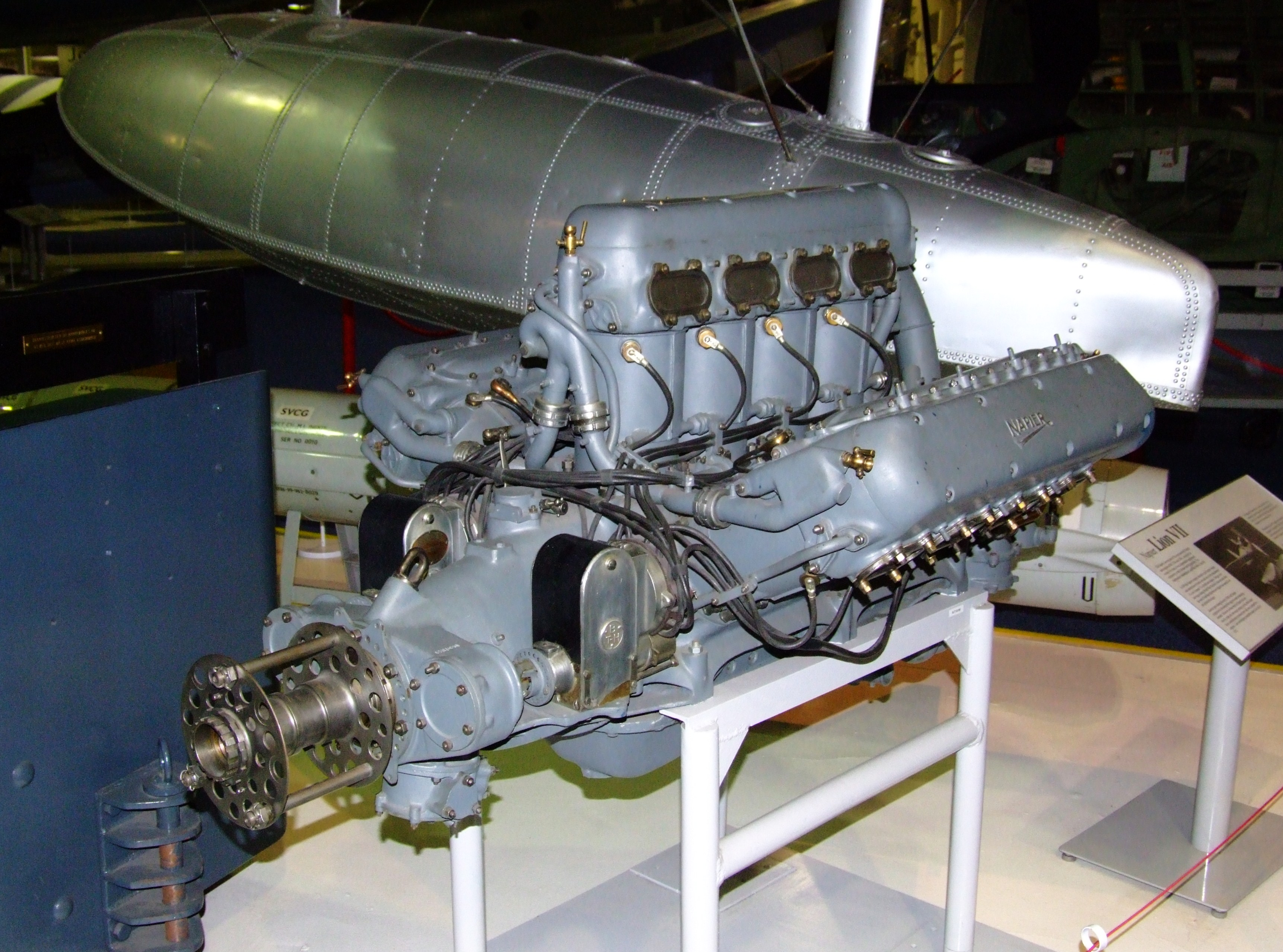
Napier Lion Mk.VII

Der Napier Lion Mk.VII war ein wassergekühlter W-12 mit jeweils zwei Einlass- und zwei Auslassventilen pro Zylinder. Jeweils zwei Nockenwellen, die von einer Königswelle pro Zylinderkopf angetrieben wurden, betätigten die Ventile. Aus dem Hubraum von 23,9 Litern und mit einem Verdichtungsverhältnis von 10:1 entwickelte die Variante „A“ ohne Propellergetriebe 900 PS (ca. 660 kW) bei 3300 min−1. Die Variante „B“ mit Propellergetriebe leistete 875 PS (ca. 640 kW).

#### Kraftstoffsystem
Die drei Vergaser arbeiteten mit einem Gemisch von 75 % Benzin, 25 % Benzol und 0,22 % „T.E.L. dope“ (Tetraethylblei) als Additiv. Eine Pumpe am Motor förderte den Kraftstoff aus dem rechten Schwimmer in einen Vorlagetank hinter der rechten Zylinderreihe. Von diesem kleinen Tank aus wurden die Vergaser über eine Gefälleleitung versorgt. Bei erhöhten g-Kräften – beispielsweise beim Umrunden der Wendepunkte – musste der Vorlagetank auch als Puffer dienen, weil die Förderleistung der Pumpe dann nicht ausreichte.

#### Kühlung
Die Wasserkühler waren als Oberflächenkühler ober- und unterhalb der Tragflächen ausgeführt. Vor dem Piloten war im freien Raum zwischen der mittleren Zylinderreihe und dem Cockpit ein Kühlwasserbehälter eingebaut, der vom Motor mit heißem Wasser angeströmt wurde. Von dort gelangte das heiße Wasser zu den Flügelhinterkanten und durchströmte die Oberflächenkühler zur Flügelvorderkante. Hier wurde das abgekühlte Wasser in jeweils einer Leitung gesammelt und wieder dem Motor zugeführt.
Die Ölkühler waren ebenfalls als Oberflächenkühler ausgeführt, die im unteren Drittel des Rumpfes längs angeordnet waren.

## Technische Daten
| Kenngröße             | Daten |
| --------------------- | --- |
| Besatzung             | 1 |
| Länge                 | 7,4 m |
| Spannweite            | 8,15 m |
| Höhe                  | 3,38 m |
| Flügelfläche          | 10,68 m² |
| Flügelstreckung       | 6,2 |
| Startmasse            | 1475 kg |
| Tankinhalt Kraftstoff | 55 Imp.gal. (250 Liter) |
| Kraftstoffverbrauch   | ca. 50 Imp.gal./h (ca. 230 Liter/h) |
| Ölvorrat              | 5 Imp.gal. (23 Liter) |
| Ölverbrauch           | 3 Imp.gal./h (ca. 14 Liter/h) |
| Triebwerk             | 12-Zylinder-W-Motor Napier VII Lion - Version A: 900 PS (ca. 660 kW) ohne Propellergetriebe in der N219 - Version B: 875 PS (ca. 640 kW) mit Propellergetriebe (Untersetzung 0,765:1) in der N220 und N221 |